# Marcel Teychenné
Pas d'image ? Cliquez ici

a Compétitions nationales et continentales officielles uniquement.

Marcel Teychenné, né le 3 avril 1914 à Toulouse et mort le 3 mai 1985 dans la même ville, est un joueur de rugby à XV et de rugby à XIII, évoluant au poste d'arrière en XV et au poste d'arrière en XIII.
Formé au rugby à XV à l'AC du Fer-à-Cheval puis au FC Toulousain. Il fait ses débuts senior avec ce dernier puis rejoint le T.O.E.C.. En 1934, soldat au 7e génie sur Avignon, il poursuit le rugby à XV au SO Avignon avant de changer de code de rugby en revenant à Toulouse pour s'engager avec le Toulouse olympique XIII. Il y est finaliste de la Coupe de France en 1939 aux côtés de Frantz Sahuc, Raphaël Saris, Sylvain Bès et Alexandre Salat. Il reste durant la Seconde Guerre mondiale au Toulouse olympique obligé de jouer au rugby à XV en raison de l'interdiction du rugby à XIII en France et remporte la Coupe de France en 1944. Une fois le rugby à XIII autorisé après la guerre, il renoue la compétition avec le Toulouse olympique XIII.

## Palmarès

### Rugby à XV
- Collectif : 
  - Vainqueur de la Coupe de France : 1944 (Toulouse olympique).

### Rugby à XIII
- Collectif : 
  - Finaliste du Championnat de France : 1945 et 1946 (Toulouse).
  - Finaliste de la Coupe de France : 1939 (Toulouse).

#### Détails en club
| Saison    | Saison   | Championnat           | Championnat | Coupe           | Coupe      |
| Saison    | Saison   | Comp.                 | Class.      | Comp.           | Class.     |
| --------- | -------- | --------------------- | ----------- | --------------- | ---------- |
| 1937-1938 | Toulouse | Championnat de France | 1/4 finale  | Coupe de France | 1/4 finale |
| 1938-1939 | Toulouse | Championnat de France | 6e          | Coupe de France | Finaliste  |